# ギャラクシー号
ギャラクシー号（ギャラクシーごう）は、大阪府大阪市（京都府京都市を経由）と福島県福島市（福島県須賀川市・郡山市を経由）を結ぶ夜行高速バスである。
全席指定制のため、乗車には予約が必要。

## 運行会社
- 近鉄バス（稲田営業所）
- 福島交通（福島支社）

## 運行経路
大阪府大阪市 - 阪神高速道路 - 名神高速道路 - 新名神高速道路 - 伊勢湾岸自動車道 - 新東名高速道路 - 首都圏中央連絡自動車道 - 東北自動車道 - 福島県福島市
- 磐越自動車道全通前は東名・首都高速経由であり、磐越道全通後も降雪期は定時性・延着等を見込んで東名・首都高速経由で運行されていた（かつては冬場を除いて磐越道・北陸自動車道経由で運行していた。その場合須賀川〜郡山間は重複するが、それでも走行距離は10km短い点・定時性確保の点でメリットがあった）。その後2006年頃より、通行止め等が発生しない限り通年北陸自動車道・磐越道経由で運行されていたが、現在は新名神・新東名・圏央道経由で運行されている。

### 停車停留所
ユニバーサル・スタジオ・ジャパン（大阪行のみ停車） ← あべの橋 - 近鉄なんば駅西口（OCATビル） - 大阪駅前（地下鉄東梅田駅） - 名神茨木インター - 名神高槻 - 名神大山崎 - 京都駅八条口（近鉄改札前） - 西郷バスストップ - 矢吹泉崎バスストップ - 福交須賀川営業所 - 郡山駅前 - 二本松バスストップ - 福島駅東口 - 福島高速バスターミナル

## 歴史
- 1992年（平成4年）3月10日 - 運行開始[2]。
- 1996年（平成8年）
  - 4月1日 - 降雪期を除き、運行経路を北陸自動車道・磐越自動車道に変更。
  - 4月26日 - 京都経由に変更。
- 2001年（平成13年）10月1日 - 1号車の使用車両を原則として2階建て車両（三菱ふそう・エアロキング）に変更。
- 2003年（平成15年）9月1日 - 東梅田経由に変更。
- 2007年（平成19年）12月1日 - 福島高速バスターミナル発着に延長。
- 2011年（平成23年）
  - 2月1日 - この日より同年3月14日出発便までの期間限定で、学割運賃を設定（片道8,500円）[3]。
  - 3月11日 - この日発生した東北地方太平洋沖地震により、東北自動車道などが震災の被害で通行止めになったため、この日より同年3月28日出発便まで運行を休止。
  - 3月29日 - この日の出発便より運行を再開[4]。
  - 4月1日 - この日の出発便より二本松バスストップに停車。
- 2012年（平成24年）11月1日 - この日の出発便より西郷バスストップに停車[5]。
- 2013年（平成25年）10月16日 - 近鉄バス便の2階建て車運行が終了[6]。
- 2014年（平成26年）5月15日 - 運賃改定。福島 - 二本松間と郡山 - 西郷間がそれぞれ同額になる[7]。
- 2015年（平成27年）2月13日 - この日の出発便より大阪行がユニバーサル・スタジオ・ジャパンに延長[8]。
- 2019年（令和元年）
  - 6月21日 - 運賃改定[9]。
  - 8月1日 - この日の出発便より「矢吹泉崎バスストップ」新設・停車開始[10]。
- 2020年（令和2年）
  - 4月8日 - 新型コロナウイルスの影響により、この日の出発便より同年5月31日出発便まで運休[11][12]。
  - 7月17日 - この日の出発便より運行を再開[13]。
- 2021年（令和3年）
  - 1月15日 - この日の出発便より同年3月11日出発便まで運休[14][15]。
  - 3月12日 - この日の出発便より運行を再開[16]。

## 使用車両
2013年10月16日以降、近鉄バスは独立3列シート・27人乗りハイデッカー車（日野・セレガ）、福島交通は独立3列シート・36人乗りの2階建て車両（三菱ふそう・エアロキング）が使用される（同年10月15日まで近鉄バスも2階建て車であった）。ただし故障・検査時や多客時の後続便については、28人乗りスーパーハイデッカー車両が使用される場合がある。

## 利用状況
| 年度                 | 運行日数 | 運行便数 | 年間輸送人員 | 1日平均人員 | 1便平均人員 |
| 2002年（平成14年）度 | 365      | 868      | 20,904       | 57.3        | 24.1        |
| 2003年（平成15年）度 | 366      | 848      | 20,628       | 56.4        | 24.3        |
| 2004年（平成16年）度 | 365      | 854      | 20,275       | 55.5        | 23.7        |
| 2005年（平成17年）度 | 365      | 826      | 18,638       | 51.5        | 22.6        |
| 2006年（平成18年）度 | 365      | 815      | 17,696       | 48.5        | 21.7        |
| 2007年（平成19年）度 | 366      | 817      | 16,837       | 46.0        | 20.6        |

## 備考
- 会津乗合自動車（会津バス）では、会津若松駅 - 郡山駅間を定期昼行高速バス乗り継ぎで、ギャラクシー号とセットで京都・大阪方面へ往復乗車できる企画券を取り扱っている。発売扱い・払い戻しなどは会津バス若松駅前ターミナルのみで取り扱い。繁忙期など利用できない時期が設定されているので、利用時は要確認[17]。